# Oscar Gustave Rejlander

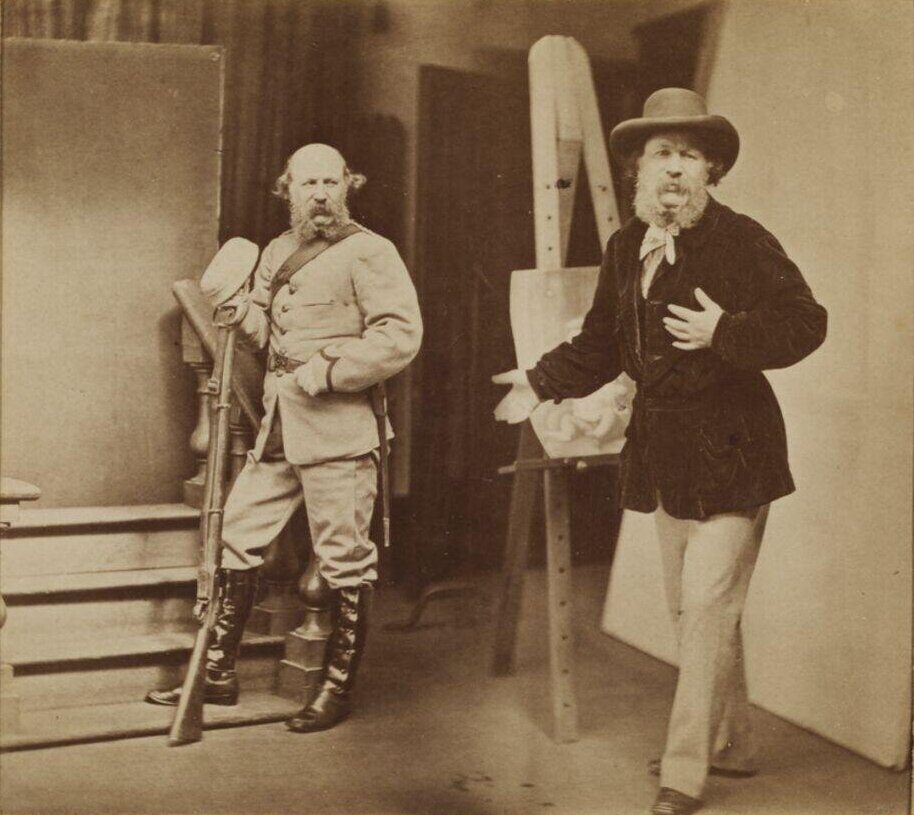
"Auto-retrato duplo" montagem de Oscar Rejlander.

Oscar Gustave Rejlander (Estocolmo, 19 de outubro de 1813 – Clapham, Londres, 18 de janeiro de 1875) foi um fotógrafo artístico vitoriano e especialista em fotomontagem. Sua colaboração com Charles Darwin em A Expressão das Emoções no Homem e nos Animais garantiu-lhe uma posição na história da ciência comportamental e psiquiatria.

## Biografia
De acordo com seus documentos de naturalização, Rejlander nasceu em Estocolmo em 19 de outubro de 1813. Ele era filho de Carl Gustaf Rejlander, um pedreiro e Oficial do Exército Sueco. Durante sua juventude, sua família mudou-se para a comunidade de língua sueca em Rauma, Grão-Ducado da Finlândia (então parte da Rússia). Na década de 1830, ele se mudou para a Inglaterra, inicialmente estabelecendo-se em Lincoln, Inglaterra. Na década de 1850, ele abandonou sua profissão original de pintor e miniaturista de retratos, aparentemente depois de ver como uma fotografia capturava bem a dobra de uma manga.
Ele se estabeleceu como retratista na cidade industrial das Midlands de Wolverhampton, provavelmente por volta de 1846. No início da década de 1850, ele aprendeu os processos de colódio úmido e papel encerado com grande rapidez com Nicholas Henneman em Londres, e então mudou seu negócio para o de um estúdio de fotografia. Ele realizou trabalhos de gênero e retratos. Rejlander também produziu estudos de nus, principalmente para uso como estudos por pintores, e mais tarde revelou que seu trabalho inicial foi feito com a ajuda de um grupo local de artistas teatrais.

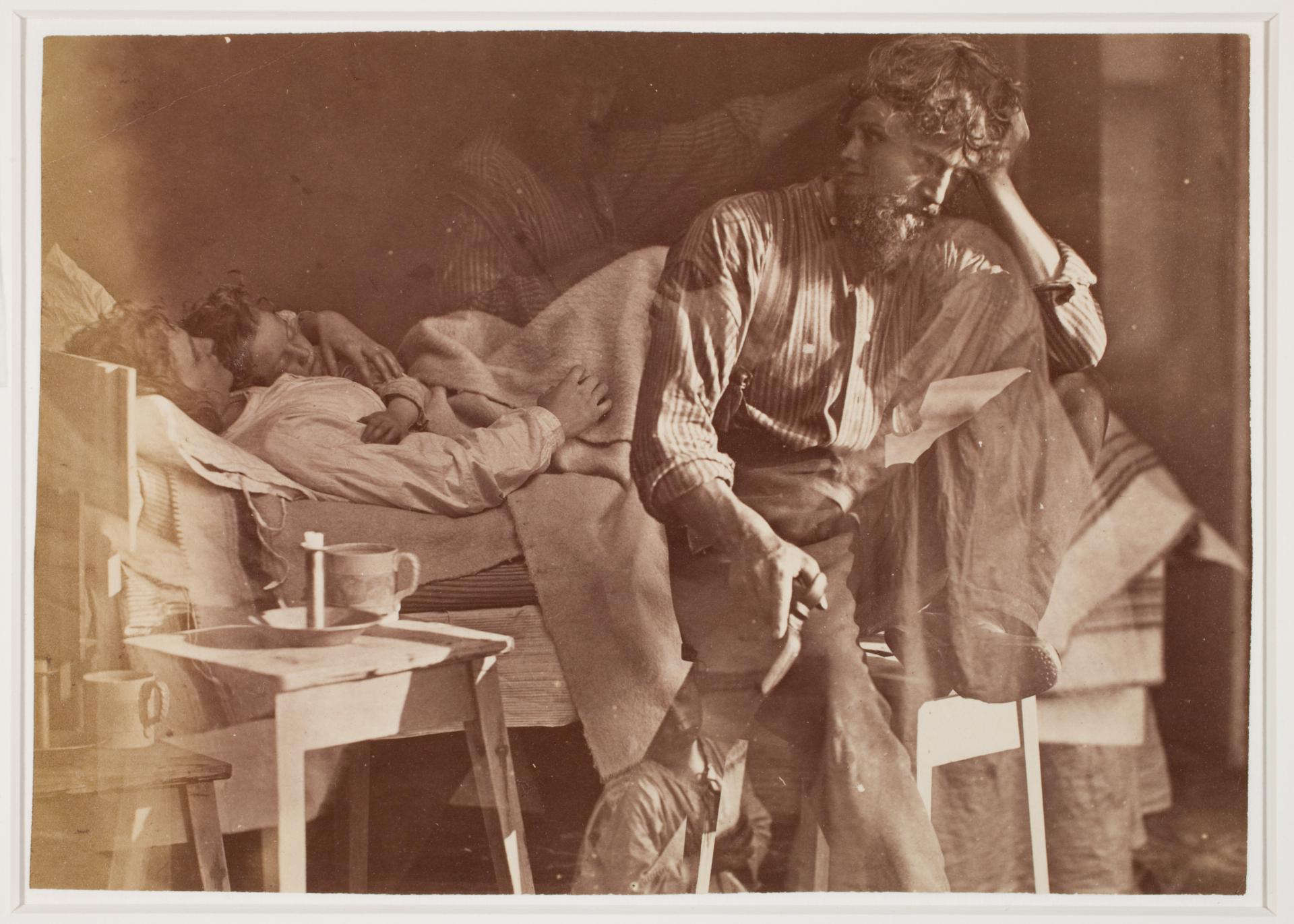
Tempos Difíceis, c. 1860.

Rejlander realizou muitos experimentos para aperfeiçoar sua fotografia, incluindo a impressão combinada, que ele não inventou; no entanto, ele criou fotografias compostas mais elaboradas e convincentes do que qualquer fotógrafo anterior. Ele teve artigos publicados no jornal Wolverhampton Chronicle, em 15 de novembro de 1854 um artigo chamado "Melhoria em Calótipos, pelo Sr. O.G. Rejlander, de Wolverhampton" sugere que por volta de 1854 ele estava experimentando impressão combinada de vários negativos. Ele era amigo do fotógrafo Charles Lutwidge Dodgson (mais conhecido pelo pseudônimo Lewis Carroll), que colecionava o trabalho de Rejlander e se correspondia com ele sobre questões técnicas. Rejlander mais tarde criou um dos retratos mais conhecidos e reveladores de Dodgson. Como Dodgson, o trabalho de Rejlander incluía muitas fotos de crianças "sem roupas":
"Os comentários de seus contemporâneos testemunham tanto suas realizações quanto a influência que ele exerceu. Alguns de seus críticos eram exuberantes. Assim, um fala de suas crianças sem roupas como sendo tão 'belas quanto as de Della Robbia, Flamingo e Rafael.' Sr. H. Robinson, o sucessor imediato de Rejlander, que também foi por muitos anos um rival na busca do aplauso público pela fotografia de gênero, chama o anterior de 'maravilhosas fotos de crianças nuas.'"

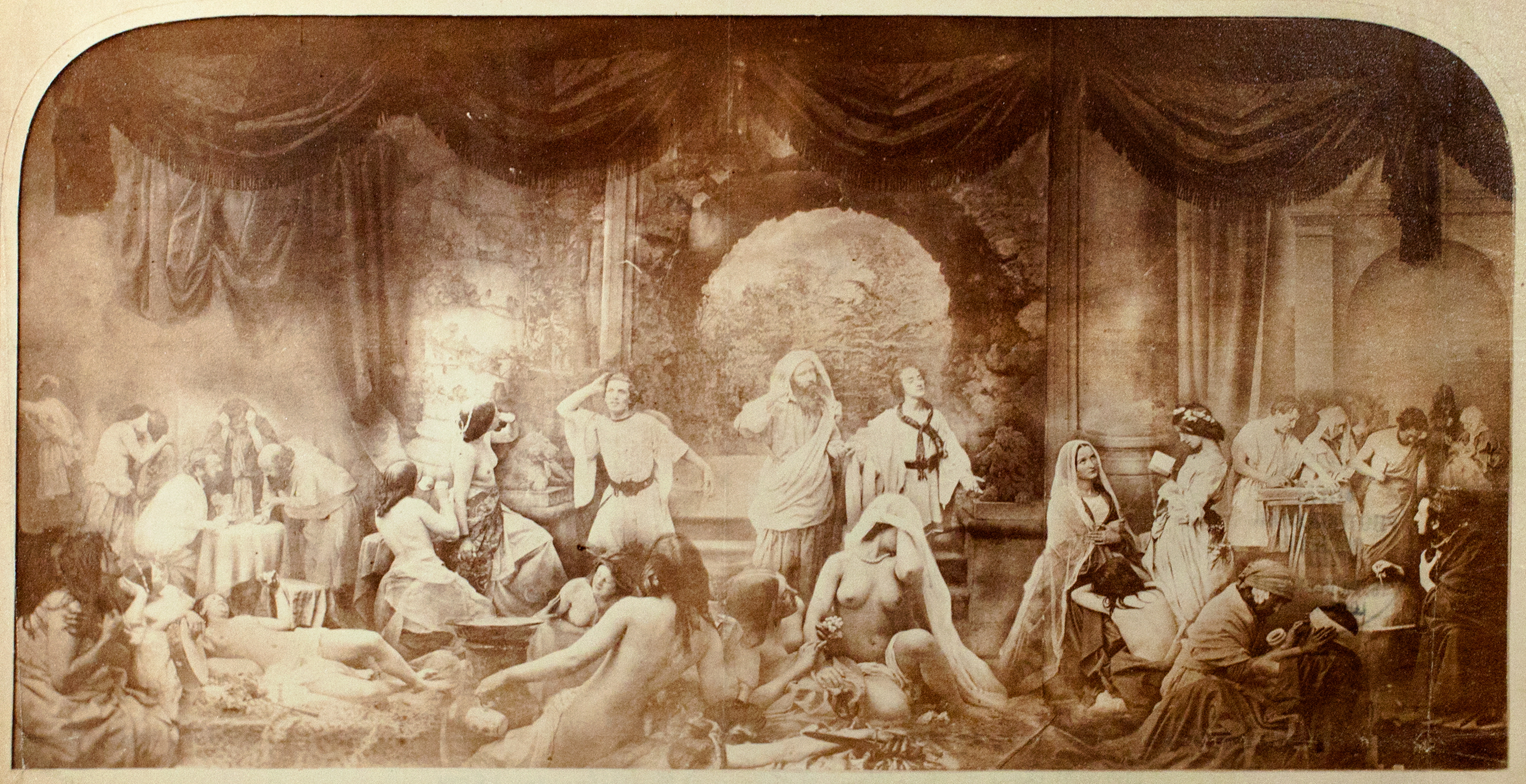
Os Dois Caminhos da Vida, uma fotomontagem moralista do trabalho do próprio Rejlander, 1857.

Rejlander participou da Exposição de Paris de 1855. Em 1856, ele fez sua obra alegórica mais conhecida, Os Dois Caminhos da Vida. Esta foi uma impressão combinada montada sem emendas feita de trinta e duas imagens (semelhante ao uso do Photoshop hoje, mas na época muito mais difícil de alcançar) em cerca de seis semanas. Exibida pela primeira vez na Exposição de Tesouros de Arte de Manchester em 1857, a obra mostra um homem sendo atraído para caminhos de vício ou virtude por anjos bons e maus. A nudez parcial da imagem, que mostrava mulheres reais como elas realmente apareciam e não as formas idealizadas então comuns na arte vitoriana, foi considerada 'indecente' por alguns. Rejlander também foi acusado de usar prostitutas como modelos, embora Rejlander tenha categoricamente negado isso e nenhuma prova jamais foi oferecida. As reservas sobre o trabalho diminuíram quando a Rainha Vitória encomendou uma cópia de 10 guinéus para dar ao Príncipe Alberto. Vitória e Alberto comprariam três cópias da obra, todas agora perdidas.
Apesar deste patrocínio real, a controvérsia sobre Os Dois Caminhos da Vida na Escócia em 1858 levou à secessão de um grande grupo da Sociedade Fotográfica da Escócia, os secessionistas fundando a Sociedade Fotográfica de Edimburgo em 1861. Eles se opuseram à exibição da imagem com metade dela coberta por cortinas. A imagem também foi mostrada na Sociedade Fotográfica de Birmingham sem tal furor ou censura. No entanto, a Sociedade Fotográfica da Escócia mais tarde se redimiu e convidou Rejlander para um grande jantar em sua honra em 1866, realizado para inaugurar uma exposição que incluía muitas de suas fotos.

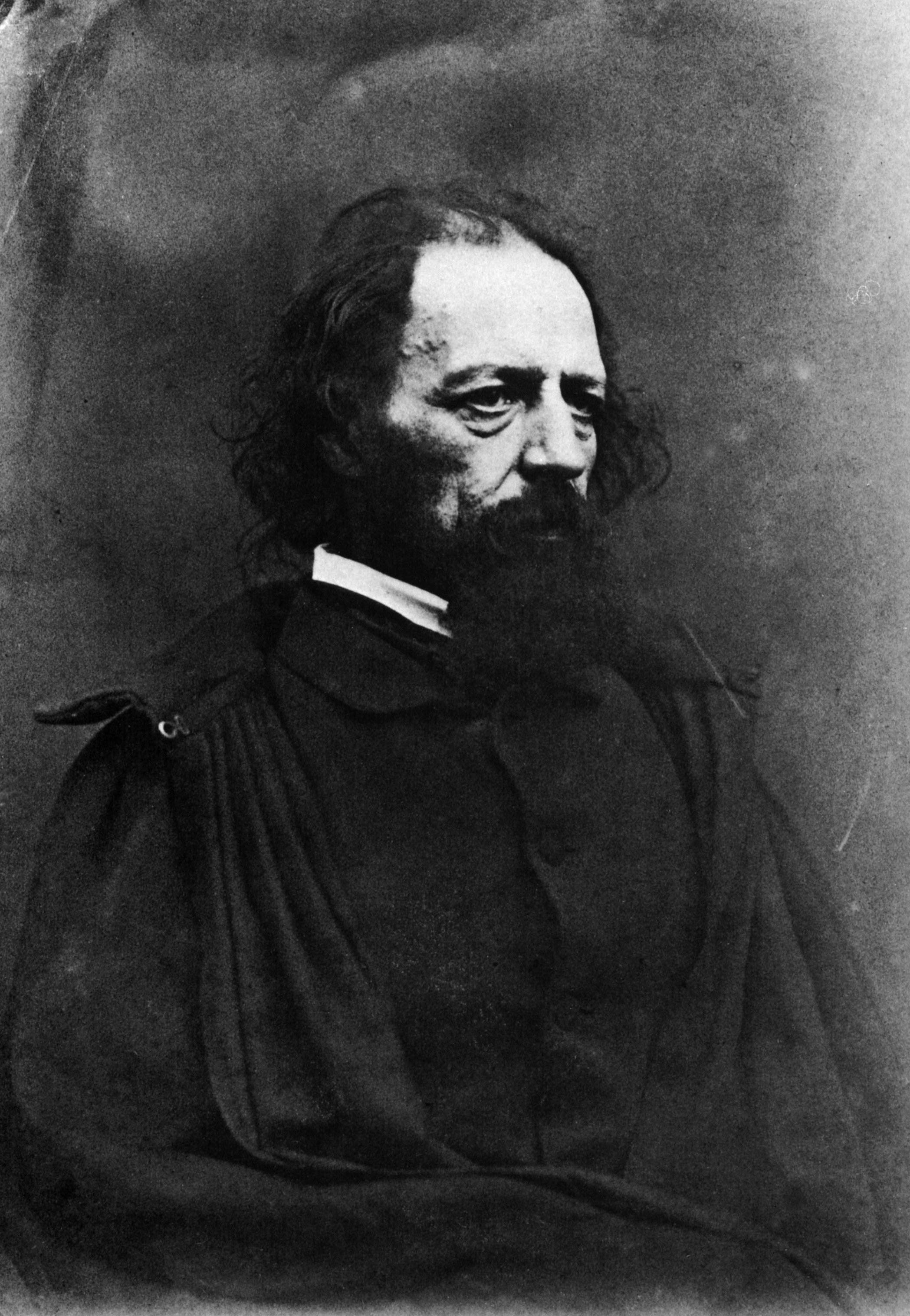
Retrato de Alfred Tennyson, 1º Barão Tennyson, 1862.

Rejlander mudou seu estúdio para Malden Road, Londres, por volta de 1862 e abandonou em grande parte seus primeiros experimentos com dupla exposição, fotomontagem, manipulação fotográfica e retoque. Em vez disso, ele se tornou um dos principais retratistas da Grã-Bretanha, criando imagens com carga psicológica. Ele se tornou um dos principais especialistas em técnicas fotográficas, lecionando e publicando amplamente, e vendeu trabalhos através de livrarias e comerciantes de arte. Ele também encontrou temas em Londres, fotografando crianças de rua sem-teto de Londres para produzir populares imagens de 'protesto social', como "Poor Joe", também conhecido como "Sem-teto".
Charles Lutwidge Dodgson visitou o estúdio de Rejlander em Malden Road em 1863. Carroll estava em processo de relocação de seu estúdio e buscou o conselho de Rejlander sobre seu design. Por volta de 1863, Rejlander visitou a Ilha de Wight a pedido de Julia Margaret Cameron e ajudou a ensiná-la fotografia.
Algumas das imagens de Rejlander foram compradas como auxílios de desenho por pintores vitorianos de renome, como Sir Lawrence Alma-Tadema. Em 1871, ele contribuiu com fotografias para o tratado clássico de Darwin sobre A Expressão das Emoções no Homem e nos Animais.

## Vida pessoal

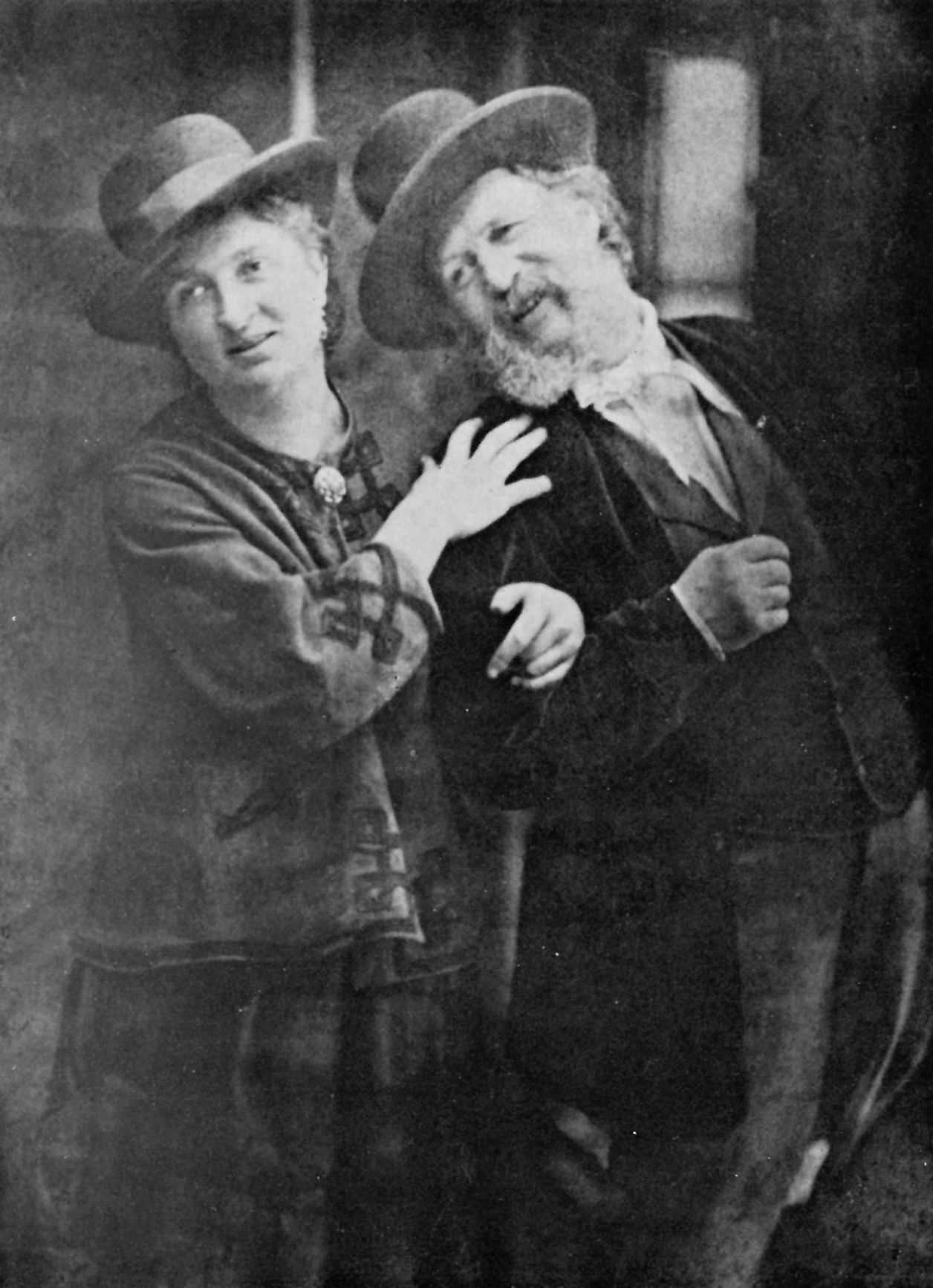
Dias Felizes, um retrato de Rejlander e Mary Bull, tirado por Rejlander, c.1872

Rejlander casou-se com Mary Bull em 1862, que era vinte e quatro anos mais jovem que ele. Mary havia sido sua modelo fotográfica em Wolverhampton.
Rejlander ficou gravemente doente a partir de cerca de 1874. Ele morreu em 1875 com várias reivindicações sobre seu espólio e despesas funerárias caras. A Sociedade Fotográfica de Edimburgo arrecadou dinheiro para sua viúva após a morte de Rejlander e ajudou a criar o Fundo Memorial Rejlander. Seu túmulo está no Cemitério de Kensal Green, e uma nova lápide foi colocada lá em 2012.

## Coleções
O trabalho de Rejlander está presente nas coleções permanentes de muitas instituições em todo o mundo, incluindo o Museu de Arte Moderna de São Francisco, os Museus de Arte de Harvard, o Instituto de Arte Clark, o Museu Victoria e Albert, o Museu J. Paul Getty, o Museu de Arte da Universidade de Michigan, o Museu de Arte da Universidade de Princeton, o Museu de Belas Artes de São Petersburgo, os Museus de Belas Artes de São Francisco, o Museu Nacional de Mídia, Bradford, e o Museu de Belas Artes de Houston.